# Résolution 1540 du Conseil de sécurité des Nations unies
Membres permanents
- Chine
- États-Unis
- France
- Royaume-Uni
- Russie

Membres non permanents
- Algérie
- Allemagne
- Angola
- Bénin
- Brésil
- Chili
- Espagne
- Pakistan
- Philippines
- Roumanie

Résolution no 1539 Résolution no 1541
La résolution 1540 (2004), visant la prolifération nucléaire, a été adoptée le 28 avril 2004 par le Conseil de sécurité de l'ONU, à l'unanimité. Prise sous le chapitre VII de la Charte des Nations unies, elle est juridiquement contraignante, et implique notamment un changement de la législation interne des États-membres . À cet égard, elle apparaît en partie comme un « reflet » de la résolution 1373 prise au lendemain des attentats du 11 septembre 2001, résolution d'ailleurs évoquée à l'article 8.
La résolution vise à « combattre ... les menaces que les actes de terrorisme font peser sur la paix et la sécurité internationale », à empêcher la prolifération des armes de destruction massive et à empêcher des acteurs non étatiques à s'emparer de ces technologies. Elle réaffirme l'intérêt d'une coopération internationale en matière de nucléaire civil.
Cette résolution invite ainsi à modifier la législation des États-membres de l'ONU de façon à favoriser ces objectifs. Elle crée le Comité 1540 chargé de son application, comité de suivi qui devait exister pour une durée de deux ans, et devant lequel les États étaient chargé de rapporter la mise en œuvre des dispositions de la résolution.

## Contexte
La Résolution 1540 a été prise à l'initiative de l'administration Bush, avec le soutien de l'Espagne, de la France, de la Roumanie, du Royaume-Uni et de la Russie. Le 24 septembre 2003, le président George W. Bush appelait en effet le Conseil de sécurité, lors d'un discours devant l'Assemblée générale, à « criminaliser la prolifération des ADM, (...) exercer un contrôle strict des exportations et (...) sécuriser tous les matériaux sensibles ». Par ailleurs, en juin 2003 , le Conseil européen de Thessalonique avait adopté une déclaration en faveur d'une stratégie contre la prolifération des armes de destruction massive,.
Elle succède d'autre part à la résolution de l'Assemblée générale des Nations unies no 57 / 83 du 9 janvier 2003 sur les « mesures tendant à prévenir l’acquisition d’ADM par des terroristes », qui avait été prise à l'initiative de l'Inde, État qui a effectué trois essais nucléaires en 1998.
Juridiquement, la saisine du Conseil de sécurité est discutable : la Conférence du désarmement de l'ONU aurait pu connaître de cette affaire, de même que l'Assemblée générale, plus égalitaires. Selon le juriste Serge Sur, « la résolution est un bon exemple de l’évolution interne des Nations unies, et de l’effacement relatif de l’Assemblée face au Conseil de sécurité » .
Par ailleurs, stratégiquement, l'Initiative de sécurité en matière de prolifération (ISP), qui regroupait à sa fondation en septembre 2003 onze États mais ne comprenait alors ni la Russie, ni la Chine, aurait pu être préférée par les États-Unis.

## Négociations
Du discours du 24 septembre 2003 de George W. Bush à l'adoption de la résolution le 28 avril 2004, plusieurs mois de négociation ont été nécessaires. Ceux-ci ont impliqué d'autres acteurs que le seul Conseil de sécurité, ce qui fait dire au juriste Serge Sur que « dans une certaine mesure, cette formule ouverte tient lieu de réforme du Conseil, réforme que l’on sait impossible. » Plusieurs groupes régionaux ont ainsi été consultés, du G8 - ce qui permettait d'impliquer le Japon - à la Francophonie, en passant par le Mouvement des non-alignés, afin d'isoler le Pakistan .
Une réunion entre John R. Bolton, sous-secrétaire des États-Unis pour le contrôle des armements, et l'ambassadeur russe Sergueï Kisliak, lors d'une réunion du G8 en mars 2004, a permis de convaincre la Russie d'aller au-delà d'une résolution se cantonnant au terrorisme.
Contrairement à la résolution 1172 qui demandait au Pakistan et à l'Inde, à la suite des essais nucléaires de 1998, d'adhérer au traité de non-prolifération nucléaire (TNP), cette résolution s'est abstenu d'exiger une telle adhésion, qui, selon le droit des traités, devrait être faite sur une base volontaire.

## Limites
La résolution ne vise la prolifération nucléaire que par la mention des acteurs non étatiques, lesquels ne sont d'ailleurs qu'imparfaitement définis (« personne ou entité qui, n’agissant pas sous l’autorité légale d’un État, mène des activités tombant sous le coup de la présente résolution »). Les États (Corée du Nord, Iran, etc.) ne semblent ainsi pas concernés, bien que leur responsabilité ou/et leur négligence pourrait peut-être être invoquée. N'étant pas rétroactive, elle ne concerne pas non plus des acteurs individuels tels qu'Abdul Qadeer Khan.
La résolution vise principalement les groupes terroristes (notion non définie en droit international). Or, selon le professeur Serge Sur: 
« Il est cependant difficile d’écarter les entreprises ou les prestataires de service, dès lors que le texte mentionne les activités de courtage, le transbordement et la réexportation, ou encore le financement et le transport (§ 3, c et d). Il faut bien qu’à un certain stade de telles opérations sortent de la clandestinité et entraînent des complicités de la part de firmes légalement constituées. »
S'agissant de l'inspection des navires en haute mer, la résolution demeure muette. En effet, le droit de la mer interdit à tout État de contrôler, sans traité bilatéral, les navires battant pavillon d'un autre État en haute mer. Or, si la US Navy aurait été favorisée par une clause spéciale permettant le contrôle des navires afin de prévenir la prolifération, puisqu'elle aurait été la seule à pouvoir effectivement mettre ce contrôle en place, les États-Unis auraient dû admettre, en revanche, la réciprocité de ces contrôles. En d'autres termes, selon S. Sur, « le silence de la résolution à cet égard permet donc une discrimination juridique de nature à consolider la position dominante de la marine américaine » .